# Court-Saint-Etienne

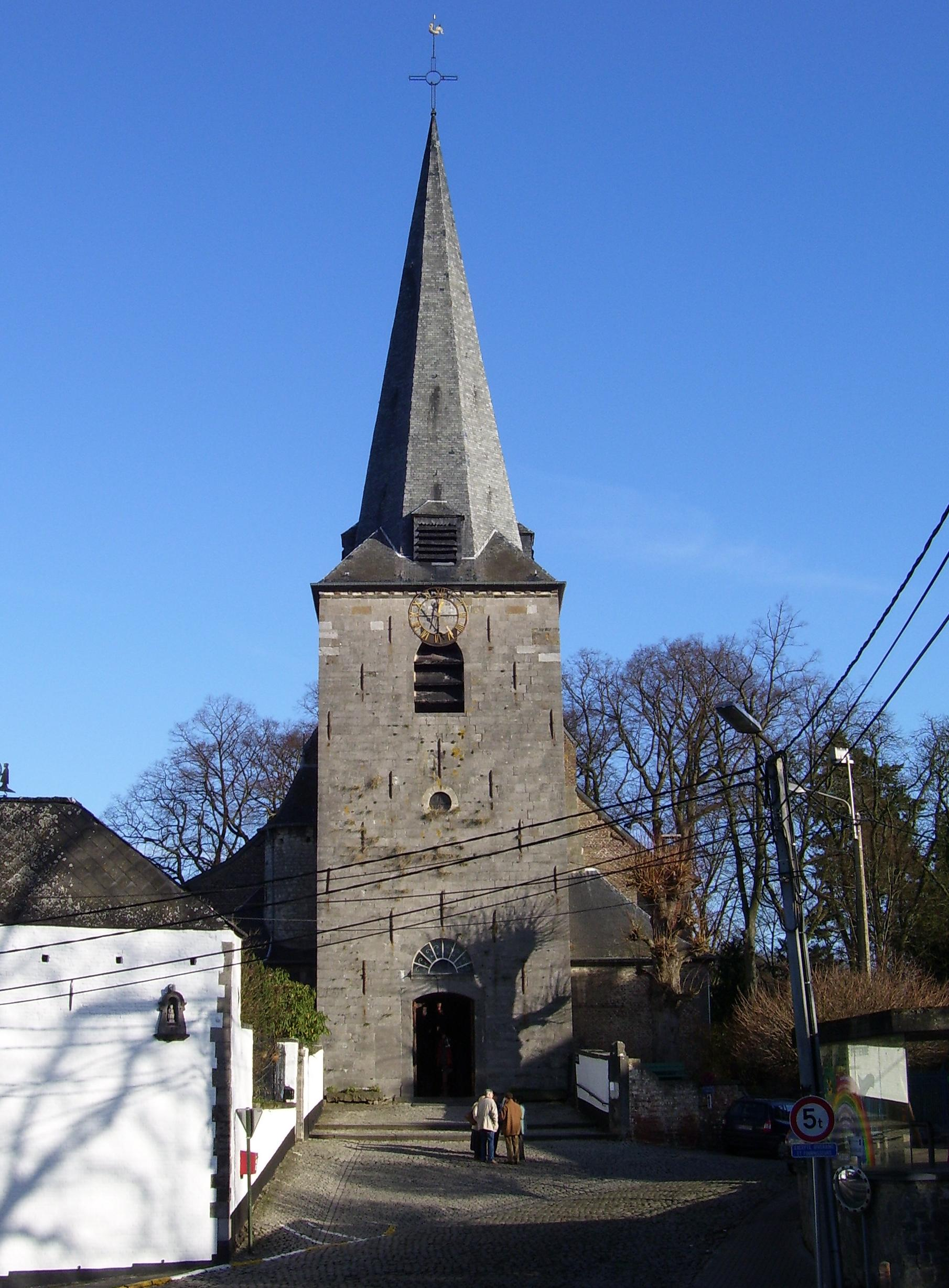
Saint Etienne kyrka.

Court-Saint-Etienne (vallonska Coû-Sint-Stiene) är en kommun i den franskspråkiga provinsen Vallonska Brabant i Belgien.

## Geografi

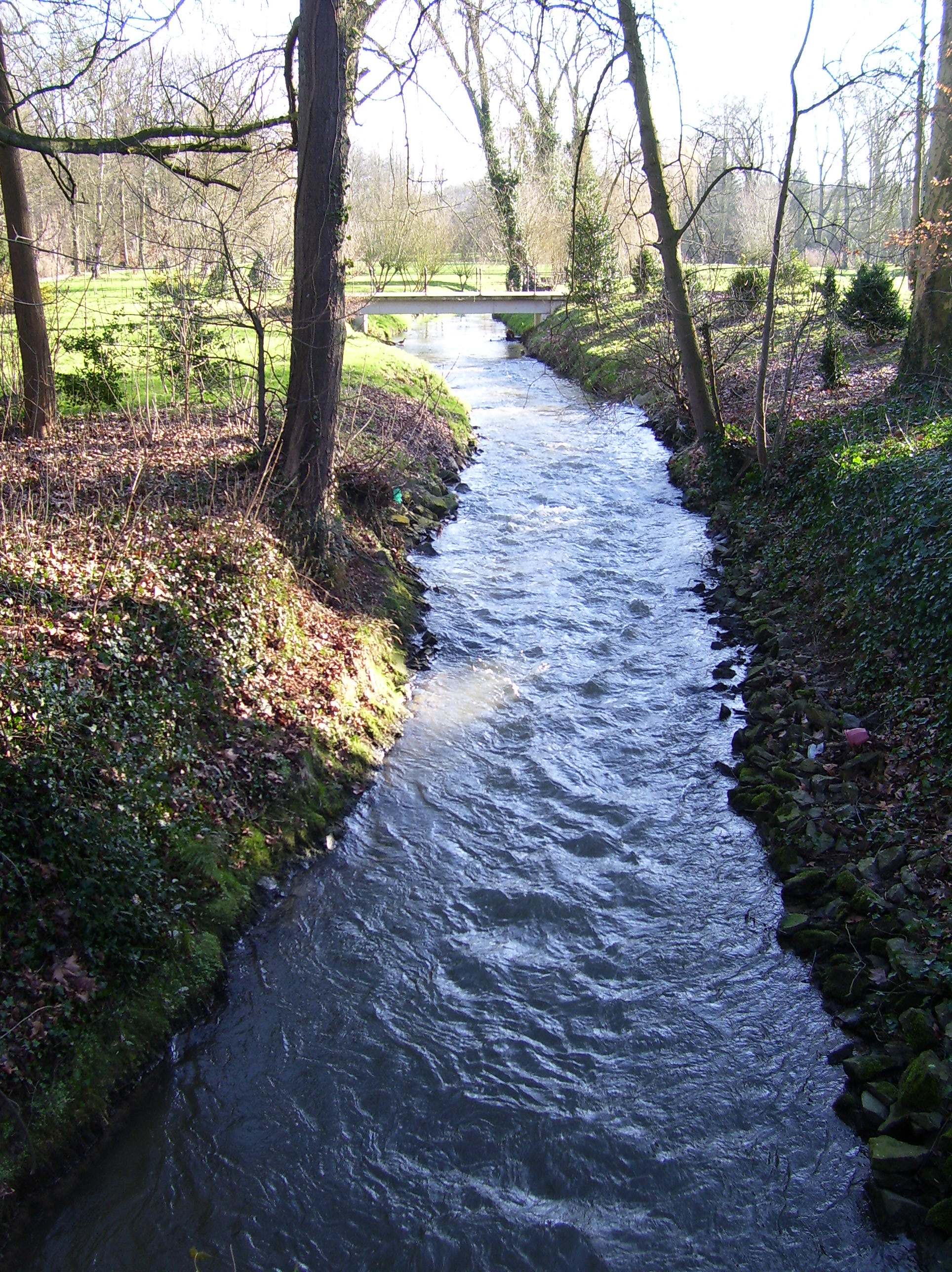
Thyle

Genom kommunen flyter tre bäckar: Dyle, Thyle och Orne. I parken vid det forna slottet mynnar Orne i Thyle, som i sin tur mynnar i Dyle.